# Bildstock (Denklingen)

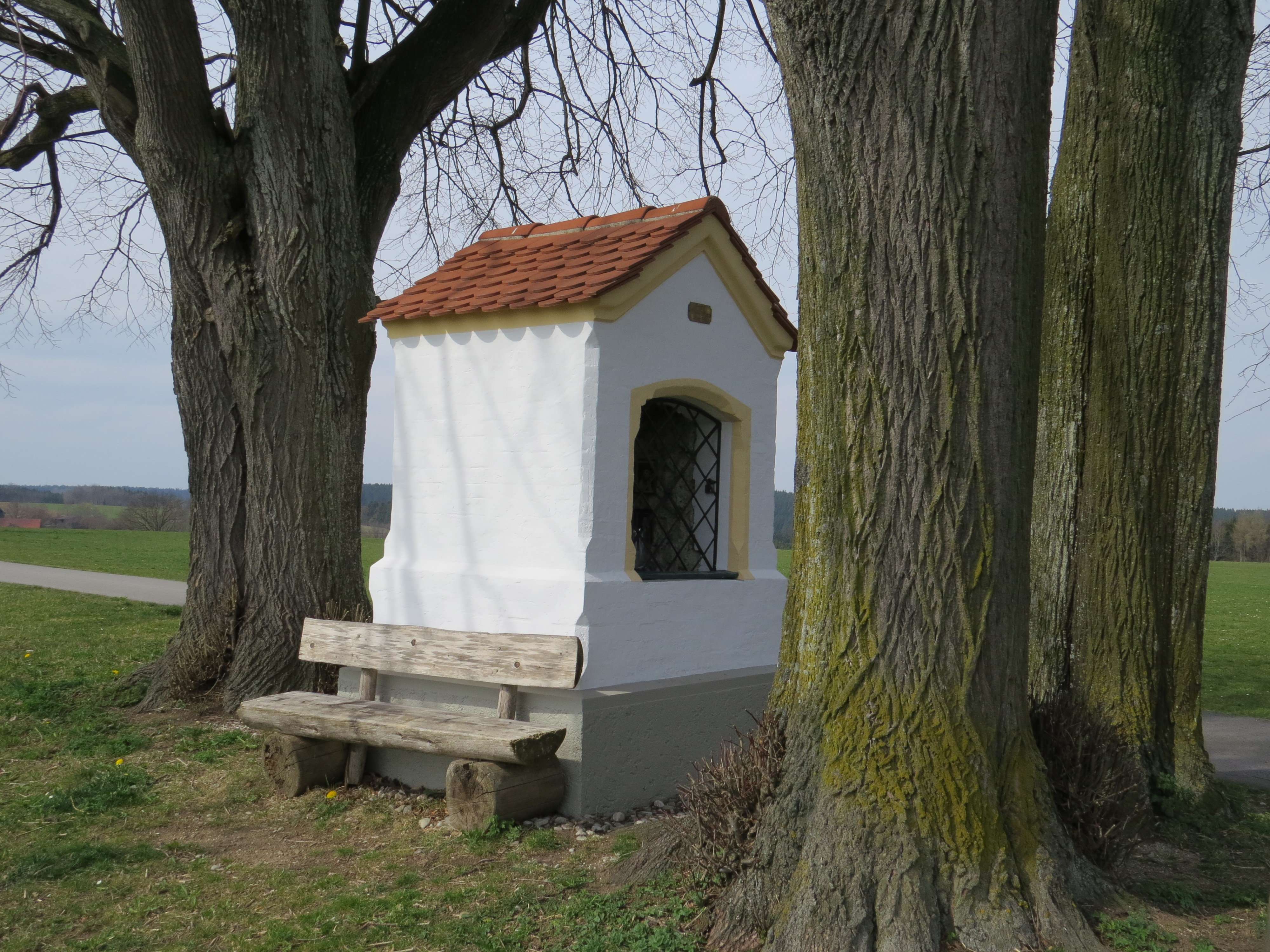
Bildstock in Denklingen

Der Bildstock in Denklingen, einer Gemeinde im oberbayerischen Landkreis Landsberg am Lech, wurde 1880 vom Gastwirt Johann Geiger zur Erinnerung an seine dritte Frau, die am Kindbettfieber gestorben war, errichtet. Der Bildstock an der Alpenstraße nach Menhofen, auch als Bildhäuschen bezeichnet, ist ein geschütztes Baudenkmal.
Neben dem Bildstock ließ der Stifter drei Lindenbäume pflanzen. Der nach Osten, zur Pfarrkirche St. Michael ausgerichtete Bau aus unverputztem Backsteinmauerwerk besitzt ein Satteldach. Die gefasste Christusskulptur aus Holz, vermutlich aus der ersten Hälfte des 18. Jahrhunderts, wurde in Verwahrung genommen. Sie stand lange Zeit in der Nische des Bildstocks.